# Österreichische Gesundheitskasse
Die Österreichische Gesundheitskasse (ÖGK) ist eine Körperschaft des öffentlichen Rechts (Österreich) mit Sitz Wien und Träger der Pflichtkrankenversicherung in Österreich. 2020 wurden durch Fusion die zuvor 21 Versicherungsträger auf fünf reduziert. Durch die Zusammenlegung der neun Gebietskrankenkassen sowie der Betriebskrankenkassen Kapfenberg, voestalpine Bahnsysteme, Mondi und Zeltweg entstand die neue Österreichische Gesundheitskasse. Der Sitz der ÖGK ist in Wien.
Derzeit sind 7,6 Millionen Menschen bei der Österreichischen Gesundheitskasse versichert. Österreichweit arbeiten über 13.000 Beschäftigte in mehr als 120 Servicestellen und 89 Gesundheitseinrichtungen, darunter das Hanusch-Krankenhaus in Wien. Mit einem Leistungsvolumen von über 20,7 Milliarden Euro deckt die Österreichische Gesundheitskasse den Bedarf an Gesundheitsleistungen ihrer Versicherten im Jahr 2024.

## Geschichte
Am 13. Dezember 2018 beschloss der Österreichische Nationalrat mit dem Sozialversicherungs-Organisationsgesetz (SV-OG) die Zusammenführung der bestehenden 21 auf fünf Sozialversicherungsträger. Die neun Gebietskrankenkassen wurden mit 1. Jänner 2020 zur Österreichischen Gesundheitskasse fusioniert, die Versicherungsanstalt öffentlich Bediensteter (BVA) und die Versicherungsanstalt für Eisenbahnen und Bergbau (VAEB) zur Versicherungsanstalt öffentlich Bediensteter, Eisenbahnen und Bergbau (BVAEB), die Sozialversicherungsanstalt der Bauern (SVB) und die Sozialversicherungsanstalt der gewerblichen Wirtschaft (SVA) zur Sozialversicherungsanstalt der Selbständigen (SVS). Die Reform des Allgemeinen Sozialversicherungsgesetzes (ASVG) hatte ebenfalls mit 1. Jänner 2020 die Integration der Betriebskrankenkassen Mondi, Voestalpine Bahnsysteme, Zeltweg und Kapfenberg in die ÖGK, sowie die Integration der Betriebskrankenkasse der Wiener Verkehrsbetriebe in die BVAEB und die Krankenfürsorgeanstalt der Bediensteten der Stadt Wien zur Folge.
Mit 1. April 2019 wurde Matthias Krenn erster Obmann der ÖGK, er leitete bis Ende 2019 den Überleitungsausschuss parallel zu den bisher bestehenden Gremien. Auf Arbeitgeberseite wurden für den Überleitungsausschuss und späteren Verwaltungsrat der ÖGK neben Matthias Krenn auch Peter Genser, Christian Moser, Ursula Krepp, Helwig Aubauer und Martin Puaschitz nominiert. Auf Arbeitnehmerseite wurden Andreas Huss, Barbara Teiber, David Mum, Franz Binderlehner, Manuela Majeranowski und Martin Schaffenrath für den Überleitungsausschuss nominiert.
Mit der neuen Periode (beginnend mit 1. Januar 2025) sind im Verwaltungsrat der Österreichischen Gesundheitskasse für die Kurie der Arbeitnehmer:innen: Andreas Huss, David Mum, Elfride Schober, Gerald Mijka, Bernhard Rösch und Martin Schaffenrath. Auf der Arbeitgeberseite sind die Vertreter:innen Peter McDonald, Monika Eisenhuber, Jochen Pack, Florian Kollenz, Moritz Mitterer und Andrea Starzer.
Am 11. Juni 2019 wurde Bernhard Wurzer als Generaldirektor bestellt. Weiters wurden Alexander Hagenauer, Georg Sima sowie Rainer Thomas zu seinen Stellvertretern ernannt. Das neue Direktorium wurde mit 1. Juli 2019 aktiv. Seit 1. Juli 2024 ist Jutta Lichtenecker anstelle von Georg Sima zur Stellvertreterin bestellt worden.
Sozialministerin Brigitte Zarfl bezifferte die Kosten der Fusion in einer Anfragebeantwortung mit 300 bis 400 Millionen Euro.
Im Jänner 2025 folgte Peter McDonald Matthias Krenn als Obmann der ÖGK nach. Ab dem 1. Januar 2025 stellte die Österreichische Gesundheitskasse aufgrund von neuen gesetzlichen Vorgaben Fax ein.

## Gesundheitsreform
Im Herbst 2023 soll eine Gesundheitsreform an den Finanzausgleich angehängt werden. Während dazu Verhandlungen auf Beamtenebene verliefen, meldete der ORF Ende Juli: „Nun fordern die Bundesländer aber eine politische Abstimmung, wie es vonseiten des Vorsitzenden der Landeshauptleutekonferenz, Kärntens Peter Kaiser (SPÖ), zur APA hieß.“ Die Vorsitzende der Landesgesundheitsreferentinnen und -referenten, Beate Prettner, bekundete diesbzgl. Verhandlungsbereitschaft „über den Sommer“.